# Suggsville
Suggsville es un área no incorporada en el Condado de Clarke, Alabama, Estados Unidos.

## Historia
Fue diseñado como una ciudad en 1819 en el cruce de Old Line Road y Federal Road. El nombre fue elegido en honor a un comerciante local, William Suggs. El primer periódico del condado de Clarke se publicó aquí, el Clarke County Post. La ciudad tenía muchas residencias, tiendas y academias masculinas y femeninas antes de la Guerra de Secesión, pero disminuyó rápidamente en el período de posguerra. Según el censo de los Estados Unidos de 1880, Suggsville como una comunidad no incorporada tenía 134 personas, entonces la tercera comunidad más grande registrada en el condado detrás de Grove Hill y Choctaw Corner, hoy Thomasville.
La comunidad tiene un sitio en el Registro Nacional de Lugares Históricos, la Casa de Stephen Beech Cleveland, más conocido hoy como "The Lodge".

## Gente notable
- Red Barnes, exjugador de Grandes Ligas, primo de Sam Barnes.
- Sam Barnes, ex jugador de béisbol de las Grandes Ligas.
- Charles Rudolph d'Olive, as de vuelo de la Primera Guerra Mundial al que se le atribuyen cinco victorias aéreas.